# غودينغ (أيداهو)
غودينغ (بالإنجليزية: Gooding)‏ هي مدينة أمريكية تقع في ولاية أيداهو. تبلغ مساحة هذه المدينة 3.6 (كم²)،ويبلغ عدد سكانها 3384 نسمة حسب إحصاء سنة 2010 م 3384.تشير إحصاءات سنة 2000م بأن الكثافة السكانية في هذه المدينة تقدر بـ(950.2) نسمة/كم2

## التركيبة السكانية
قام مكتب تعداد الولايات المتحدة بتحديد بيانات التركيبة السكانية لغودينغ في تعداد الولايات المتحدة. في ما يلي، التركيبة السكانية حسب تعدادي 2000 و2010.

### تعداد عام 2000
بلغ عدد سكان غودينغ 3,384 نسمة بحسب تعداد عام 2000، وبلغ عدد الأسر 1,304 أسرة وعدد العائلات 842 عائلة مقيمة في المدينة. في حين سجلت الكثافة السكانية 2,461.0 نسمة لكل ميل مربع (950.2/كم2). وبلغ عدد الوحدات السكنية 1,397 وحدة بمتوسط كثافة قدره 1,016.0 نسمة لكل ميل مربع (392.3/كم2).
وتوزع التركيب العرقي للمدينة بنسبة 89.51% من البيض و1.60% من الأمريكيين الأصليين و0.21% من الأمريكيين ذوي الأصول الآسيوية و0.15% من الأمريكيين الأفارقة و2.57% من عرقين مختلطين أو أكثر.
بلغ عدد الأسر 1,304 أسرة كانت نسبة 31.3% منها لديها أطفال تحت سن الثامنة عشر تعيش معهم، وبلغت نسبة الأزواج القاطنين مع بعضهم البعض 50.5% من أصل المجموع الكلي للأسر، ونسبة 9.7% من الأسر كان لديها معيلات من الإناث دون وجود شريك، وكانت نسبة 35.4% من غير العائلات. تألفت نسبة 31.5% من أصل جميع الأسر من أفراد ونسبة 18.7% كانوا يعيش معهم شخص وحيد يبلغ من العمر 65 عاماً فما فوق. وبلغ متوسط حجم الأسرة المعيشية 3.11، أما متوسط حجم العائلات فبلغ 2.47.
بلغ العمر الوسطي للسكان 37 عاماً. وكانت نسبة 27.7% من القاطنين تحت سن الثامنة عشر، وكانت نسبة 8.3% بين الثامنة عشر والأربعة وعشرون عاماً، ونسبة 24.0% كانت واقعةً في الفئة العمرية ما بين الخامسة والعشرين حتى الرابعة والأربعين عاماً، ونسبة 18.8% كانت ما بين الخامسة والأربعين حتى الرابعة والستين، ونسبة 21.1% كانت ضمن فئة الخامسة والستين عاماً فما فوق. يوجد لكل 100 أنثى 98.8 ذكر، ويوجد لكل 100 أنثى في الثامنة عشر من عمرها فما فوق 90.4 ذكر.
بلغ متوسط دخل الأسرة في المدينة 29,316 دولار، أما متوسط دخل العائلة فبلغ 33,309 دولار. وكان متوسط دخل الذكور 24,688 دولار مقابل 16,926 دولار للإناث. وسجل دخل الفرد الخاص بالمدينة 13,752 دولار. وكانت نسبة 12.4% من العائلات ونسبة 17.3% من السكان تحت خط الفقر، وكان من هؤلاء نسبة 28.8% تحت سن الثامنة عشر ونسبة 15.1% في الخامسة والستين من العمر وما فوق.

### تعداد عام 2010
بلغ عدد سكان غودينغ 3,567 نسمة بحسب تعداد عام 2010، وبلغ عدد الأسر 1,395 أسرة وعدد العائلات 864 عائلة مقيمة في المدينة. في حين سجلت الكثافة السكانية 2,410.1 نسمة لكل ميل مربع (930.5/كم2). وبلغ عدد الوحدات السكنية 1,537 وحدة بمتوسط كثافة قدره 1,038.5 لكل ميل مربع (401.0/كم2).
وتوزع التركيب العرقي للمدينة بنسبة 84.6% من البيض و0.9% من الأمريكيين الأصليين و0.6% من الأمريكيين ذوي الأصول الآسيوية و0.4% من الأمريكيين الأفارقة و2.2% من عرقين مختلطين أو أكثر.
بلغ عدد الأسر 1,395 أسرة كانت نسبة 35.8% منها لديها أطفال تحت سن الثامنة عشر تعيش معهم، وبلغت نسبة الأزواج القاطنين مع بعضهم البعض 44.3% من أصل المجموع الكلي للأسر، ونسبة 12.2% من الأسر كان لديها معيلات من الإناث دون وجود شريك، بينما كانت نسبة 5.4% من الأسر لديها معيلون من الذكور دون وجود شريكة وكانت نسبة 38.1% من غير العائلات. وبلغ متوسط حجم الأسرة المعيشية 3.26، أما متوسط حجم العائلات فبلغ 2.53.
بلغ العمر الوسطي للسكان 33.5 عاماً. وكانت نسبة 29.7% من القاطنين تحت سن الثامنة عشر، وكانت نسبة 9.2% بين الثامنة عشر والأربعة وعشرون عاماً، ونسبة 24.5% كانت واقعةً في الفئة العمرية ما بين الخامسة والعشرين حتى الرابعة والأربعين عاماً، ونسبة 19% كانت ما بين الخامسة والأربعين حتى الرابعة والستين، ونسبة 17.7% كانت ضمن فئة الخامسة والستين عاماً فما فوق. وتوزع التركيب الجنسي للسكان بنسبة 50.0% ذكور و50.0% إناث.